# Lejeunea pterota
Lejeunea pterota là một loài Rêu trong họ Lejeuneaceae. Loài này được (Herzog) Mizut. mô tả khoa học đầu tiên năm 1966.